# Arne Ericsson
Arne Ericsson, född i Stockholm den 16 augusti 1923, död i Sölvesborg 7 mars 2002, var en svensk radioproducent, radioprogramledare och författare.
Han ledde Sveriges Radios program Besökstid, som var ett önskeprogram med musik och hälsningar till sjukskrivna, i 1 173 program mellan 1957 och 1986, då han pensionerades.. Han skrev flera underhållningsserier för radion och var även programledare för Det ska vi fira. Han var vid flera tillfällen åren 1959 och 1960 värd för programmet Sommar.
Arne Ericsson skrev även sångtexter, till exempel texten till "Kivikspolka" som var en hyllning till Fritiof Nilsson Piraten och som Östen Warnerbring spelade in på sin LP Skåne från 1972.
Arne Ericsson gav också ut flera böcker med samlade språk- och sjukdomsanekdoter.